# FC Noah Jurmala
FC Noah Jurmala é uma equipe futebol da Letônia com sede na cidade de Jūrmala. Atualmente disputa a Virslīga, primeira divisão nacional.

## História
Em 2020, o Lokomotiv Daukavpils venceu a 1. līga, ganhando o direito de jogar na Virslīga na próxima temporada, porém, em janeiro de 2021 foi anunciado que o seu lugar na Premier League seria assumido pelo recém-formado FC Noah Jurmala, propriedade do grupo de investimentos Noah, que também é dono do FC Noah e ACN Siena 1904. No início de março, surgiram informações de que investidores armênios haviam deixado o time devido a desentendimentos com a administração do clube. Como a mudança de nome só é permitida até o dia 01/02, o clube manterá temporariamente o nome de Noah, embora não seja mais afiliado ao grupo Noah.
Embora Noah tenha inicialmente obtido uma licença para participar da Virslīga, em 12 de março, um dia antes da temporada da competição começar, essa licença foi revogada sob o fundamento de não cumprimento dos critérios financeiros. Uma apelação contra esta decisão foi rejeitada pela Federação Letã de Futebol, no entanto, o clube apelou ao Tribunal Arbitral do Esporte, que acatou a reclamação de Noah em 15 de abril, que exigia que o clube fosse provisoriamente licenciado para participar da Virslīga. Noah fez sua estreia na Premier League em 24 de abril com uma derrota por 0-5 contra o Spartaks Jūrmala. Os primeiros pontos na  Virslīga foram conquistados no dia 14 de maio, vencendo por 2 a 1 o BFC Daugavpils.
Em 30 de abril, a Comissão Disciplinar da LFF impôs uma proibição de não registro aos novos jogadores de Noah com base no não cumprimento de obrigações financeiras para com o Ilūkste NSS, bem como o ex-jogador Dmitrijs Klimašēvičs. Em 17 de maio, após cumprir essas obrigações financeiras, o Conselho de Disciplina suspendeu essa restrição. No entanto, em 3 de junho, o Conselho de Disciplina reafirmou a proibição de Noah de novos jogadores, desta vez por não cumprimento dos ex-jogadores Alexander Jerkin e Dmitry Herman. Embora tenha sido anunciado em 16 de junho que Noah havia cumprido suas obrigações para com esses jogadores, a proibição de registro não foi levantada com base em obrigações pendentes com o FK Dinamo Riga.
Em 4 de junho, o Conselho de Disciplina decidiu desqualificar o goleiro de Noah, Boyan Kneezevich, enquanto se aguarda uma decisão final sobre uma possível manipulação do jogo.